# Riadh Sidaoui
Pour les articles homonymes, voir Sidaoui.
Riadh Sidaoui (arabe : رياض الصيداوي), né le 14 mai 1967 à Bou Hajla, est un intellectuel, journaliste, écrivain et politologue tuniso-suisse.
Il est directeur du Centre arabe de recherches et d'analyses politiques et sociales (Caraps) basé à Genève, et rédacteur en chef des sites web d'information arabophone Taqadoumiya (التقدمية) depuis 2010, et La Progressiste (Taqadoumiya en français) depuis 2011 qui est censuré en Arabie saoudite. Il publie par ailleurs de nombreux articles, notamment dans des journaux arabes basés à Londres comme Al-Hayat, Azzaman ou encore Al-Quds al-Arabi et fait régulièrement des apparitions sur des chaînes de télévision d'information internationales comme France 24, RT, la BBC et Voice of America, ainsi que sur des radios comme la Radio télévision suisse, la Deutsche Welle ou Monte Carlo Doualiya.
Spécialiste du monde arabe, notamment de l'Algérie, des mouvements islamistes et du processus de démocratisation dans cette région, il est l'un des partisans de la démocratisation du monde arabe et de l'émancipation de la femme musulmane. Il est opposé au wahhabisme saoudien et à ses dérives qu'il considère comme un ensemble de dogmes réactionnaires empêchant toute réflexion intellectuelle. Sidaoui pense que les fondements politiques de l'islam résident dans l'esprit républicain démocratique et non l'esprit monarchique wahhabite. Pour lui, le wahhabisme saoudien est donc un danger qui menace l'islam, les musulmans ainsi que l'humanité entière. En 2001, il attire l'attention sur la thèse selon laquelle de nombreux combattants islamistes fanatiques ont fait des études de sciences exactes.
Durant le printemps arabe, il appelle à l'instauration de l'État-providence, qui protège le citoyen, ainsi qu'à l'organisation d'élections locales pour instaurer une vraie démocratie et apaiser la colère des communautés qui refusent le pouvoir central. Dénonçant les autorités et la politique qatarie, qu'il qualifie de dictature absolue en coupure totale avec la démocratie, il préside le « Comité international pour la libération du poète qatari Mohammed Ibn al-Dheeb al-Ajami des cellules du dictateur de Doha », rattaché au Conseil des droits de l'homme des Nations unies.
Sidaoui explique l'invasion de l'Ukraine par la Russie en 2022 comme le début d'un nouvel ordre mondial. Ceci est une poursuite de l'intervention russe en Syrie, vu que lors des précédentes interventions militaires occidentales, en Irak et en Libye notamment, les Russes sont restés passifs dans les renversements de régimes irakien et libyen. Selon Sidaoui, ce changement a commencé avec le printemps arabe de 2011 dans le cadre d'une « guerre froide » entre des puissances économiques internationales, certaines anciennes et d'autres émergentes,.

## Biographie

### Formation
Riadh Sidaoui naît en 1967 à Bou Hajla, une ville rattachée au gouvernorat de Kairouan dans le centre de la Tunisie. Il suit ses études primaires et secondaires dans sa ville natale. Après avoir obtenu son baccalauréat littéraire, Sidaoui poursuit ses études à l'Institut de presse et des sciences de l'information de Tunis, où il obtient une maîtrise en journalisme (spécialisation en journalisme politique) en 1992, puis à la faculté de droit et des sciences politiques de Tunis dont il sort avec un diplôme d'études approfondies en sciences politiques en 1995. Il part en Suisse et poursuit ses études à l'Institut universitaire d'études du développement de l'université de Genève où il obtient un diplôme d'études supérieures en études du développement en 1997 puis un diplôme d'études supérieures en science politique de la faculté des sciences économiques et sociales de l'université de Genève en 1998. Par la suite, il prépare une thèse de doctorat intitulée Mouvements islamistes et régimes politiques dans le monde arabe : analyses comparatives d'interaction, sous la direction de Jan-Erik Lane, à l'université de Genève.

### Interventions

#### Médias
Régulièrement invité par des chaînes de télévisions, dont France 24, la BBC Arabic, Voice of America et Léman bleu, et de radios, dont la radio suisse alémanique DRS 2, la Deutsche Welle,, la RTL ou encore la Radio télévision suisse, il publie de nombreux articles universitaires, notamment dans des journaux arabes basés à Londres comme Al-Hayat, Azzaman ou Al-Quds al-Arabi. 
D'autre part, Sidaoui est invité pour participer à un talk-show sur Al Jazeera et reçoit des instructions pour « attaquer » l'armée algérienne, ce qui le pousse à décliner cette invitation.

#### Conférencier
Par ailleurs, il participe à des séminaires et colloques, particulièrement en Europe, et donne chaque année une série de conférences sur l'idéologie arabe contemporaine, les mouvements islamistes, la crise de la démocratie dans le monde arabe ou encore la crise algérienne à l'université de Genève. Il est invité aussi en tant que conférencier à l'université de la Suisse italienne (2008) et comme conférencier d'honneur à l'université de Turin (2011). Il est invité en 2012 par l'Institute for Epistemological Studies à Bruxelles. En juin 2013, il donne une conférence à propos de la sociologie du printemps arabe à Vienne.
Le 30 juin 2011, Sidaoui est invité à participer, avec Jean Ziegler, membre du Comité consultatif du Conseil des droits de l'homme des Nations unies et Sylvia Naef, professeur à l'unité d'arabe de l'université de Genève, au débat organisé par la Tribune de Genève à Plainpalais à propos de l'avenir des révolutions arabes,.
En 2015, à Paris, Sidaoui donne une conférence-débat avec Patrick Haimzadeh, diplomate français en Libye à l'Institut du monde arabe sur la deuxième guerre civile libyenne. Durant la même année, il participe au Forum de Lisbonne du Conseil de l'Europe.
En 2016, invité par le Club suisse de la presse, Sidaoui donne une conférence  avec Birol Ertem, député d'Antakya pour le Parti républicain du peuple, sur le rôle international de la Turquie et des différents intervenants dans le conflit syrien.
En 2017, Sidaoui donne deux conférences organisées par l'Académie de géopolitique de Paris, l'une sur le financement du terrorisme et l'autre sur l'implication saoudienne dans la guerre civile au Yémen au Parlement européen. 
En 2018, Sidaoui participe à un colloque international organisé par l'Académie de géopolitique de Paris au Centre spirituel et culturel orthodoxe russe ; son intervention porte sur le retour de la Russie dans le monde arabe.
En septembre 2022, Sidaoui participe aux travaux du Forum intergénérationnel pour le soutien de l'action arabe commune en amont du sommet de la Ligue arabe organisé à Alger.

### Entretiens journalistiques
Durant sa carrière professionnelle, Sidaoui obtient plusieurs entretiens journalistiques et académiques avec des personnalités comme le ministre algérien Ahmed Taleb Ibrahimi, mais aussi le premier président algérien Ahmed Ben Bella, avec qui il entretient des relations amicales, Mohammed Fawzi, Ahmed Hamrouche, Moncef Marzouki ou encore son professeur à l'université de Genève, devenu son ami personnel, Jean Ziegler, avec qui il voyage dans les Alpes,.
Durant l'été 1992, au Caire, Sidaoui passe plusieurs jours avec Sami Sharaf, l'un des fondateurs du service de renseignement général égyptien. Grâce à ce dernier, Sidaoui achève l'écriture de son livre Heikal ou le dossier secret de la mémoire arabe. En effet, Sharaf n'avait pas accordé d'entretiens avant Sidaoui depuis une dizaine d'années.
En 1998, Sidaoui part en Algérie pour un travail pour le compte de la Société suisse de radiodiffusion et télévision et obtient des entretiens avec plusieurs hommes politiques algériens comme Abdallah Djaballah, Louisa Hanoune et Chérif El Hachemi.

### Activités
Riadh Sidaoui fonde le Centre arabe de recherches et d'analyses (Cara) à Genève, dont il est le directeur, avec l'aide du Tunisien Hamadi Redissi, du Marocain Mohamed Maati Elmenjel et de Jean Ziegler. Le centre est renommé en Centre arabe de recherches et d'analyses politiques et sociales (Caraps) en 2010.
Le programme du centre est centré sur les problèmes du monde arabe et comprend des conférences, des colloques réguliers, la publication de plusieurs ouvrages en diverses langues et du magazine Averroès. Le centre change de nom en 2010 et devient le Centre arabe de recherches et d'analyses politiques et sociales (Caraps).
Fin 2011, Sidaoui fonde le site web d'information Le Progressiste, associé au Centre arabe de recherches et d'analyses politiques et sociales. Il s'agit selon lui de créer un site pour « répandre la démocratie et l'émancipation de la femme arabe, et diffuser l'islam de manière rationnelle pour lutter contre la nouvelle culture produite par le pétrodollar ». Le site présente plusieurs nouveautés, notamment un intérêt porté aux services de renseignement arabes via la diffusion de plusieurs documents secrets, ce qui est considéré comme une innovation dans le domaine des médias arabes. Le site, censuré en Arabie saoudite, est disponible en arabe, français et anglais.
En 2013, l'ancienne épouse du roi d'Arabie saoudite Abdallah ben Abdelaziz Al Saoud, la princesse Alanoud D. Alfayez, charge l'avocat et ancien ministre français des Affaires étrangères Roland Dumas et le juriste Max Coupé de s'occuper du « cas des quatre princesses » ; la princesse demande aussi à Sidaoui d'être son représentant personnel. En effet, cela fait près de douze ans que les filles d'Alanoud, princesses d'Arabie saoudite, sont placées en résidence surveillée.

## Théories
Sidaoui propage l'idée selon laquelle, pour réussir, une révolution doit regrouper trois facteurs principaux, :
- la radicalisation de l'opposition populaire qui ne demande plus seulement des réformes mais veut la tête de celui qui incarne le régime[50] ;
- une division au sein de l'élite au pouvoir, un esprit de corps fragmenté[50] ;
- la neutralité de l'armée ou sa trahison envers le régime[50] (des divisions au sein de l'armée conduisent à une guerre civile)[35].

D'autres facteurs secondaires entrent en ligne de compte selon lui, tels que l'explosion démographique, la jeunesse de la population (pour les révolutions arabes par exemple) et les nouvelles technologies et réseaux sociaux tels Facebook qui ne permettent plus le contrôle de l'information.

## Pensée

### Islamistes

#### Islamistes et armée en Algérie
En ce qui concerne l'Algérie, Sidaoui montre, dans L'Armée algérienne, 40 ans de mutations internes, que l'armée algérienne qui a connu plusieurs évolutions profondes avec Ahmed Ben Bella et Houari Boumédiène, était en conflit avec les islamistes. En effet, le deuxième tour des élections législatives de 1991 a été interrompu pour empêcher l'arrivée au pouvoir des islamistes. Ce fait est considéré comme un appel à l'éradication du phénomène islamiste, malgré son implantation au sein d'une large partie de la société algérienne ; tout cela a conduit à une guerre civile, dont les pertes humaines et matérielles ont été lourdes, et au refus total de toute possibilité de dialogue avec les islamistes, malgré les occasions multiples et les nombreuses médiations internes et externes pour établir un dialogue sérieux afin de mettre fin à la guerre. Toutefois, l'armée est restée solidaire et unie face aux menaces des islamistes, ce qui a empêché l'effondrement de l'État. Paradoxalement, contrairement à ce qui s'est passé avec l'armée du Chah en Iran, l'armée algérienne a été une armée nationale, forgée dans une institution qui ne dépend pas pour sa persistance des individus.
Pour Riadh Sidaoui, il semble que les événements depuis le déclenchement de la guerre civile algérienne, en janvier 1992, ont clairement montré l'impossibilité d'une victoire militaire totale d'un camp sur l'autre. En effet, l'armée s'est montrée incapable de mettre fin à l'insurrection islamiste. Dans le même temps, les islamistes ont été aussi incapables de conquérir le pouvoir par la force et d'instaurer l'État islamique qu'ils revendiquent. Face à ce dilemme, une solution réconciliatrice s'imposait pour sauver le pays. Cette solution serait, selon lui, l'aboutissement d'une nouvelle mutation profonde au sein de l'armée et d'une évolution du discours islamiste vers le rationalisme et la modération.

#### Printemps arabe
Après la chute de dictateurs durant le Printemps arabe, Riadh Sidaoui déclare que les premiers gagnants sont les islamistes au vu de leurs capacités de mobilisation et d'organisation. Pour lui, les islamistes jouissent du soutien massif des pays du Golfe, des pétrodollars, mais aussi des États-Unis qui acceptent une islamisation modérée du monde arabe, comme en Turquie, où seule l'armée demeure un contre-pouvoir. Il attire l'attention sur le fait que le monde arabe connaît une vague d'enthousiasme pour les partis islamistes, ce qui se traduit par le succès des partis islamistes aux élections, notamment en Tunisie, au Maroc et en Égypte. 
À propos des partis islamistes modérés, Sidaoui montre que la position de ces partis à l'égard des mouvements islamistes radicaux est très ambiguë. En effet, ils ne veulent pas entrer en conflit avec ces mouvements violents, non seulement parce qu'ils ont besoin de leurs voix pour les élections, mais aussi parce qu'ils servent à intimider les mouvements gauchistes, laïques et progressistes. Or, ils ne peuvent pas bénéficier de cette dualité, en devant favoriser la démocratie ou se mettre du côté des mouvements radicaux.
Selon Sidaoui, ce qui se passe dans le monde arabe depuis 2011, même s'il repose sur un dynamisme interne, s'inscrit dans le cadre d'une « guerre froide » entre des puissances économiques internationales, plutôt anciennes et d'autres émergentes. Cette guerre a pour objectif le contrôle des sources d'énergie : les Américains et leurs alliés, contre la Russie, la Chine, l'Iran et même le Brésil, l'Inde et l'Afrique du Sud.

### Wahhabisme saoudien
Selon Sidaoui, parler du wahhabisme seul est faux car il faut utiliser le concept de « wahhabisme saoudien ». En effet, il s'agit d'une doctrine islamique qui s'appuie sur l'alliance historique entre le pouvoir politique et financier représenté par Ibn Saoud et l'autorité religieuse représentée par Mohammed ben Abdelwahhab ; cette doctrine continue d'exister jusqu'à nos jours grâce à cette alliance, au financement de plusieurs chaînes religieuses et à la formation de plusieurs cheikhs,. L'Arabie saoudite a adopté cette doctrine pour assurer la loyauté du peuple envers la famille royale des Saoud. C'est ainsi que plusieurs cheikhs prononcent des fatwas interdisant la protestation du peuple contre le roi, la conduite des voitures par les femmes, etc.

Dans les années 1960, l'Arabie saoudite utilise le wahhabisme (surtout sur le plan médiatique et politique) pour essayer de bloquer les tentatives progressistes dans le monde arabe, comme l'Égypte de Nasser ou l'Algérie de Houari Boumédiène, ce qui était dans l'intérêt des États-Unis à cette époque : 

« Durant la Guerre froide, les puissances mondiales ont eu recours au wahhabisme saoudien pour contrer les courants progressistes de l'époque comme le nassérisme ou le communisme. »

Sidaoui illustre le projet wahhabite saoudien dans la propagation de l'intégrisme sur le plan culturel, notamment audiovisuel. C'est ainsi que l'Arabie saoudite dépense pendant trente ans en faveur de sa propagande intégriste, plus que les dépenses de l'Union soviétique pendant 70 ans. Ce discours finit par produire le terrorisme d'Al-Qaïda et son leader, Oussama ben Laden. 
D'autre part, Sidaoui insiste sur le fait que les fondements politiques de l'islam résident dans l'esprit républicain démocratique et non l'esprit monarchique wahhabite. Selon lui, le wahhabisme saoudien est un danger qui menace l'islam, les musulmans ainsi que l'humanité entière.
Après la révélation du document d'al-Azhar, Sidaoui insiste sur le fait que l'université al-Azhar peut revenir à son rôle dans la diffusion de la pensée islamique, caractérisé par la modération de la pensée et qui allie islam et État moderne, tout en pouvant coopérer avec l'Université Zitouna ou encore l'Association des oulémas musulmans algériens.

### Fatwas politiques
Selon Riadh Sidaoui, les fatwas politiques ont commencé à se propager durant la guerre du Golfe en 1991, gagnant l'Égypte et le reste du monde arabe. Ce phénomène est la conséquence d'un vide politique dans la région, comblé par des cheikhs prononçant des fatwas. C'est ainsi qu'on trouve le Conseil des grands oulémas d'Arabie saoudite qui constitue un organisme remplaçant le parlement
Selon lui, ces fatwas politiques ne sont pas objectives et certains pays utilisent le discours religieux pour leurs intérêts politiques et économiques, par exemple le Qatar qui utilise ce système dans son conflit avec l'Arabie saoudite, ce qui cause une guerre de fatwas entre les deux pays : l'Arabie saoudite utilise la Ligue islamique mondiale, le Qatar a soutenu l'Union internationale des savants musulmans présidée par Youssef al-Qaradâwî.

### Médias arabes
Selon Sidaoui, les chaînes d'information arabes, qui détiennent de grands réseaux internationaux, travaillent à condition de ne pas critiquer le pays qui les finance, tel Al-Arabiya qui appartient au groupe MBC, une compagnie de télévision panarabe saoudienne qui ignore tout problème interne au régime saoudien, de même pour Al Jazeera qui est la propriété de Hamad ben Khalifa Al Thani, émir du Qatar.
Dans le livre Islam and the Western World: The Role of the Media, il montre que les médias arabes ont toujours été très fragmentés, l'objet d'États concurrents de la région tentant de gagner une influence hégémonique. Ainsi, Yamama, la plus grande entreprise saoudienne de publicité du monde arabe, a été chargée par le régime saoudien de ne pas coopérer avec Al Jazeera, un mouvement qui de toute évidence a eu un impact sur les revenus de la chaîne. Par ailleurs, ils ne sont pas financièrement ou commercialement viables : malgré son succès international, Al Jazeera est connue pour perdre de l'argent chaque jour. Aucun des médias arabes ne pourraient survivre sans bénéficier des largesses de sponsors riches et puissants, d'États ou de princes.

## Publications

### Livres
- (ar) Dialogues nassériens (حوارات ناصرية), éd. Arabesques, Tunis, 1992 (rééd. Centre arabe de recherches et d'analyses, Beyrouth, 2003)  (ISBN 9973-763-009). ;
- (ar) Heikal ou le dossier secret de la mémoire arabe (هيكل أو الملف السري للذاكرة العربية), Tunis, 1993 (rééd. Le Caire, 2000 et Beyrouth, 2003)  (ISBN 9973-17-315-5) ;
- L'islamisme en Algérie : une révolution en marche ?, éd. Université de Genève, Genève, 1998 ;
- (ar) Les conflits des élites politiques et militaires en Algérie : le Parti, l'Armée et l'État (صراعات النخب السياسية والعسكرية في الجزائر: الحزب، الجيش، الدولة ), éd. Arab Institute for Research and Publishing, Beyrouth, 2000 ;
- (ar) Jean Ziegler parle aux Arabes (جان زجلر يتحدث إلى العرب), éd. Centre arabe de recherches et d'analyses, Beyrouth, 2003 ;
- (ar) Les batailles d'Abdel Nasser (معارك عبد الناصر), éd. Centre arabe de recherches et d'analyses, Beyrouth, 2003 ;
- FIS, armée, GIA : vainqueurs et vaincus, éd. Publisud, Paris, 2002[61] ;
- L'Armée algérienne, 40 ans de mutations internes, éd. Centre arabe de recherches et d'analyses, Paris, 2003 ;
- (ar) De Tunis à... Damas : des réalités cachées sur le Printemps arabe (من تونس إلى … دمشق: حقائق خفية عن الربيع العربي), éd. Caraps, Tunis, 2015 ;
- (ar) L'automne du sang arabe : les secrets de Daech et consœurs (خريف الدم العربي، أسرار داعش و أخواتها), éd. Caraps, Tunis, 2015 ;
- Du printemps arabe à Daech, éd. Apollonia, Tunis, 2017  (ISBN 978-9973-827-88-3) ;
- (ar) Fin de l'ère Bouteflika, les conflits des élites politiques et militaires en Algérie (نهاية زمن بوتفليقة، صراعات النخب السياسية والعسكرية في الجزائر), éd. Caraps, Tunis, 2019 (rééd. Bahaeddine éditions et diffusions, Alger, 2020)  (ISBN 978-9931-322-33-7).

Sidaoui participe par ailleurs à trois ouvrages collectifs :
- (ar) « Les élections, la démocratie, et la violence en Algérie » (الانتخابات و الديموقراطية و العنف في الجزائر), préfacé par Slimane Riachi, La crise algérienne (الأزمة الجزائرية), éd. Centre for Arab Unity Studies, Beyrouth, 1999, p. 527-548 ;
- (en) « The Inner Weakness of Arab Media », sur caraps.net (consulté le 17 avril 2018), dans Natascha Fioretti et Marcello Foa, Islam and the Western World: the Role of the Media, éd. European Journalism Observatory, Lugano, 2008 ;
- (en) « Islamic Politics and the Military: Algeria 1962-2008 », dans Jan-Erik Lane et Hamadi Redissi, Religion and Politics: Islam and Muslim Civilisation, éd. Ashgate Publishing, Farnham, 2009, p. 225-247  (ISBN 0-7546-7418-5).

### Sélection d'articles
- « Les conflits : militaires et islamistes en Algérie », Shoun Alawsat, no 89, novembre 1999, p. 87-94 ;
- « Sociologie du djihad et de la violence en Algérie : discours et actions », Dirasat Arabiya, no 3, février 2000, p. 75-92 ;
- « Sociologie de l'armée algérienne et les dangers d'une dislocation », Shoun Alawsat, no 93, mars 2000, p. 53-84 ;
- « Les islamistes et les sciences exactes », Le Temps, no 1093, 16 octobre 2001 ;
- « Le clanisme au sein de l'élite au pouvoir en Algérie », Shoun Alawsat, no 98, août 2000, p. 41-70 ;
- « Al Jazeera constitue-t-elle l'opinion publique arabe ou s'harmonise-t-elle avec elle ?, Al Jazeera Centre for Studies, 9 février 2009 ;
- « Les guerres secrètes des services de renseignement saoudiens contre l'Algérie : l'histoire complète, de Kamal Adham à Moukrine ben Abdelaziz », Taqadoumiya, 30 août 2010 ;
- « Pourquoi l'Arabie saoudite ne construit pas la plus puissante armée au Moyen-Orient ? », Taqadoumiya, 1er novembre 2010 ;
- « Pourquoi le président Abdelaziz Bouteflika a-t-il pu rester si longtemps au pouvoir alors que d'autres présidents se sont rapidement retirés ?», Taqadoumiya, 1er novembre 2010 ;
- « Vers une compréhension sociologique des mouvements islamiques dans le monde arabe et de leur capacité de mobilisation », Taqadoumiya, 11 août 2011.